# PASPY

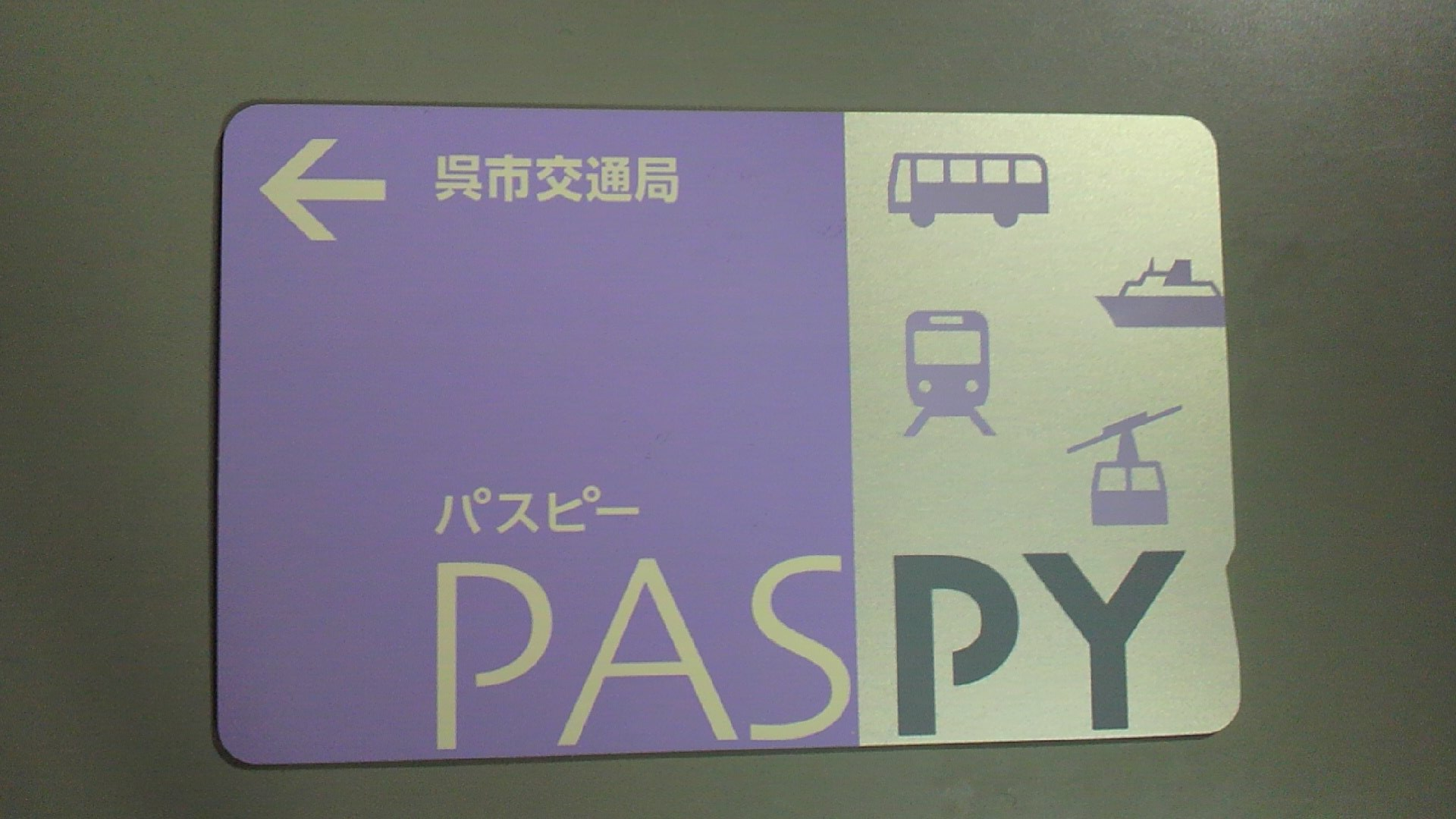
PASPY (표면)

PASPY는 히로시마 지역의 교통 (히로시마 전철 · 히로시마 고속 교통) 등에서 2008년 1월 26일 도입된 비접촉식 IC 카드 방식에 의한 교통 카드이다. 히로시마 현 버스 협회가 상표를 관리한다.

## 역사
PASPY 시스템은 1994년부터 운용 중이었던 마그네틱 교통카드 시스템의 대용으로 구상되었고, 2008년 들어서는 이미 관련된 기계의 노후화가 진행되어 교체가 시급한 수준으로 전락하였다. 거기에 승객들 역시 IC 카드 방식을 마그네틱 교통카드 방식보다 선호했다. 이 때문에, 2008년 1월 26일 PASPY 카드가 문제가 된 8개의 회사에서 각각 다른 색의 카드로 전면적으로 운용되기 시작하였다.
3월 1일부터는 서일본 JR의 ICOCA 카드에도 영향을 미치기 시작하였으나, ICOCA 터미널에서는 사용할 수 없었다. 이는 ICOCA 서비스 지역으로 PASPY 카드의 로컬 캠페인과 홍보성 할인의 영향이 미쳐, 히로시마에서는 PASPY를 사용하고 타 지역에서는 ICOCA를 사용하는 주 여행자들의 PASPY 카드로의 이탈을 막기 위한 방편이었다.